# Donald Sarason

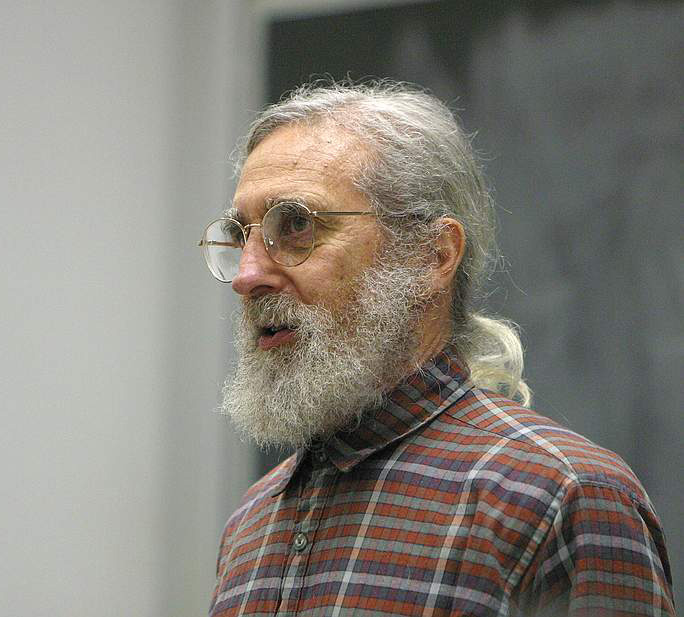
Donald Sarason

Donald Erik Sarason (* 26. Januar 1933 in Detroit, Michigan; † 8. April 2017 in Berkeley, Kalifornien) war ein US-amerikanischer Mathematiker, der sich mit Analysis (Funktionentheorie, Funktionalanalysis, zum Beispiel Toeplitz-Operatoren) befasste.

## Leben
Sarason studierte an der University of Michigan mit dem Bachelor-Abschluss 1955, dem Master-Abschluss 1957 und der Promotion 1963 bei Paul Halmos (The {\displaystyle H^{p}} spaces of annuli). Als Post-Doktorand war er 1963/64 am Institute for Advanced Study. 1964 wurde er Assistant Professor und 1970 Professor an der University of California, Berkeley.
Von 1969 bis 1971 war er Sloan Research Fellow. Zu seinen Doktoranden zählen Sheldon Axler und Thomas Wolff.

## Schriften
- Hrsg. mit Peter Rosenthal, Sheldon Axler: A glimpse at Hilbert space operators: Paul R. Halmos in memoriam. Birkhäuser, 2010
- Complex function theory. 2. Auflage. American Mathematical Society, 2007
- Sub-Hardy Hilbert spaces in the unit disk. Wiley 1995
- Generalized Interpolation in {\displaystyle H^{\infty }}, Trans. Amer. Math. Soc., Band 127, 1967, S. 179–203
- Algebras of Functions on the Unit Circle, Bull. Amer. Math. Soc., Band 79, 1973, S. 286–299
- Functions of Vanishing Mean Oscillation, Trans. Amer. Math. Soc., Band 207, 1975, S. 391–405